# Javier Martínez Corrales
Javier Martínez Corrales (Santa Lucía, Atlántico, 21 de agosto de 1973) es un futbolista colombiano. Juega de defensa y actualmente se encuentra retirado del fútbol. 
Jugó la Copa Sudamericana 2004 con Millonarios y la Copa Sudamericana 2008 con el Sport Áncash.
Su primera aparición en el profesionalismo fue con el Girardot F.C. en la temporada 95-96. Poco después fue llamado de emergencia por Prince para llenar un vacío que tenía Millonarios por la franja izquierda en el segundo semestre del mismo año. En sus primeras apariciones mostró algunas condiciones que le sirvieron para perpetuarse en la zaga azul. A punta de expulsiones, el “Mariscal” reveló su verdadera faceta: la de consumado patabrava. Pasó después por el Medellín y el Junior para regresar a Millonarios en el segundo semestre de 2004 cuando el club tuvo que poner avisos clasificados para poder armar su plantilla profesional. Se le abona el haberse negado a jugar con Dragan Miranovic. Actualmente milita en el fútbol peruano.
“Cuando salió del Millonarios del “Duce” Miranovic a finales de 2004 muchos creyeron que su carrera había llegado a su fin y que gracias a esta decisión innumerables ligamentos, incontables tibias y un número no menos despreciable de peronés de los delanteros rivales se encontraban ahora a salvo y listos para seguir enriqueciendo el mejor espectáculo del mundo. Sin embargo, quienes creyeron que la carrera del crédito de Santa Lucía había llegado a su ocaso, ignoraban olímpicamente el talento con que Dios bendijo no a Javier sino a su equipo de empresarios. Gracias a ellos, Javier logró hacerse a un cupo en el Melgar de Arequipa en donde supo, igual que en Junior, Centauros y Medellín (entre otros) dejar su impronta de juego brusco al tiempo que supo grabar en la memoria de la fanaticada un repertorio de rechazos carentes de cualquier técnica, estilo o buen gusto que hasta el mismísimo Mauro Laspada envidaría.
Habiendo abandonado suelo peruano Martínez aplicó la del hijo pródigo y regreso al club que lo vio nacer para el fútbol: el Girardot F.C. Parecía regresar con la actitud del Salmón que busca el lugar donde nació para poner fin a sus días (como futbolista, sobra aclarar). No obstante, en el equipo cundinamarqués, que venía de ser colero de la B en 2005, Javier no alcanzó siquiera a debutar. Después de varios intentos fallidos sus empresarios le avisaron que alistara maletas y pasaporte. Destino: Defensor Sporting de Uruguay.
Para terminar, no dudamos que Javier sabrá devolverle a los hermanos de la República Oriental un poco, sólo un poco, de la medicina que con dolor nos obligaron a ingerir los Patos Guerra, los Wilson Nuñez, los Quagliattas…

## Clubes
| Club                    | País     | Año       |
| ----------------------- | -------- | --------- |
| Millonarios             | Colombia | 1996-2001 |
| Independiente Medellín  | Colombia | 2001      |
| Junior                  | Colombia | 2002      |
| Centauros Villavicencio | Colombia | 2003      |
| Millonarios             | Colombia | 2004      |
| FBC Melgar              | Perú     | 2005      |
| Defensor Sporting       | Uruguay  | 2006      |
| Sport Áncash            | Perú     | 2007-2009 |
| Alianza Atlético        | Perú     | 2010      |

### Estadísticas
| Club                   | Temporada        | Div.      | Liga | Liga  | Copa Libertadores | Copa Libertadores | Copa Merconorte | Copa Merconorte | Copa Sudamericana | Copa Sudamericana | Total | Total |
| Club                   | Temporada        | Div.      | PJ.  | Goles | PJ.               | Goles             | PJ.             | Goles           | PJ.               | Goles             | PJ.   | Goles |
| ---------------------- | ---------------- | --------- | ---- | ----- | ----------------- | ----------------- | --------------- | --------------- | ----------------- | ----------------- | ----- | ----- |
| Millonarios · Colombia | 1996-2001 y 2004 | Primera A | 194  | 7     | 5                 | 0                 | 6               | 1               | 2                 | 0                 | 205   | 8     |